# 荔枝瘤節蜱
荔枝瘤節蜱（学名：Aceria litchii）为節蜱科瘤節蜱屬下的一个种。